# UTC−05:00
UTC−5 là Giờ tiết kiệm ánh sáng ngày của Giờ miền Trung (Bắc Mỹ)

## Các nơi dùng giờ UTC−5
Các quốc gia có một múi giờ
- Quần đảo Cayman
- Colombia
- Cuba*
- Haiti*
- Jamaica
- Panama
- Peru
- Quần đảo Turks và Caicos*
- Chicago

Các quốc gia có nhiều múi giờ
- EST (Giờ chuẩn miền Đông) tại Hoa Kỳ và Canada.
- CDT (Giờ ánh sáng ngày miền Trung) tại Hoa Kỳ và Canada.
- México
- Ecuador
- Brasil
  - Acre
  - Amazonas (mũi tây nam)

## Giờ tiết kiệm ánh sáng ngày
- Đảo Ascension
- Giờ chuẩn Đại Tây Dương của Canada
- Chile